# Kel-Tec KSG
A Kel-Tec KSG é uma espingarda bullpup de ação de bombeamento projetada pela Kel-Tec e que utiliza munição de gáugio 12. Possui dois carregadores tubulares, entre os quais o usuário da arma pode alternar manualmente. Cada tubo comporta um total de sete cartuchos gáugio 12 de 2,75" (70 mm) ou seis cartuchos de 3" (76 mm). A Kel-Tec também introduziu uma variante maior, chamada KSG25, que acomoda 24+1 cartuchos, em vez dos originais 14+1 cartuchos.

## Operação
A telha está conectada ao ferrolho por duas barras de operação. O carregamento de munição é proveniente de dois carregadores tubulares independentes, localizados abaixo do cano.
É necessário que o usuário selecione manualmente um carregador alternando uma alavanca de três posições, localizada atrás do cabo de pistola. A posição do meio da alavanca bloqueia o carregamento oriundo dos dois carregadores e permite ao usuário carregar um único cartucho manualmente. Alternar a alavanca para um lado introduz o respectivo carregador ao ciclo de alimentação. Uma vez esgotado um carregador, o usuário alterna manualmente para o segundo carregador, trocando a alavanca de seleção de carregador em sua direção, ou o usuário pode municiar cada carregador com um tipo diferente de munição e usar o seletor para escolher a munição desejada quando necessária. Por exemplo, um carregador pode ser municiado com cartuchos contendo bagos, e o segundo com cartuchos contendo um balote. O seletor pode ser usado para alternar entre os dois tipos (embora isso exija que o usuário dispare o cartucho já carregado ou o ejete sem que tenha sido disparado, a menos que a câmara já esteja vazia).
Os cartuchos são municiados nos carregadores através de uma grande abertura de municiamento / ejeção, localizada na parte inferior da coronha, atrás do cabo de pistola. Os estojos são ejetados pela mesma abertura. Uma trava de segurança manual está disponível na forma de botão apertável, localizada acima do cabo, tornando a arma totalmente ambidestra em uso. Miras (miras de ferro e/ou miras red dot) podem ser instaladas usando o trilho Picatinny padrão localizado acima do cano. Um segundo trilho Picatinny é fornecido na parte inferior da telha, permitindo a instalação de outros acessórios.

## Utilizadores
- Coreia do Sul: Usada pelo 707º Batalhão de Missões Especiais.[carece de fontes?]
- França: Usada pela força contra-terrorista RAID.[carece de fontes?]
- Reino Unido: Uso limitado pelo SAS e algumas empresas militares privadas.[carece de fontes?]

## Revisões
O lançamento inicial da KSG teve reações mistas, com alguns tendo experiências perfeitas e outro tendo vários problemas, desde a alavanca de seleção quebrando até a pane de dupla alimentação. A Kel-Tec lançou rapidamente uma segunda geração enfrentando esses problemas, oferecendo também aprimorar as KSGs de primeira geração com as melhorias da segunda gratuitamente. Outras melhorias para a KSG na 2ª geração incluem a correção de erros com o gatilho, pequenos orificíos nos carregadores e uma correção no retém da telha para ser ambidestro e mais fácil de usar.